# Lewon Alexandrowitsch Rotinjan
Lewon Alexandrowitsch Rotinjan (armenisch Լևոն Ալեքսանդրի Ռոտինյան, russisch Левон Александрович Ротинян; * 22. Maijul. / 3. Juni 1879greg. in Tiflis; † 30. Dezember 1964 in Jerewan) war ein armenischer Physikochemiker und Hochschullehrer.

## Leben
Rotinjan studierte an der Kaiserlichen Universität St. Petersburg in der Natur-Abteilung der Physikalisch-Mathematischen Fakultät. Bei W. A. Kistjakowski bestimmte er die Abhängigkeit der Lösungswärme von der Molekularmasse. Mit diesen Ergebnissen schlug  W. A. Kistjakowski eine neue Gleichung für diese Parameter vor. Nach dem Studienabschluss 1903 arbeitete er am Lehrstuhl für Chemie und Theoretische Elektrochemie des St. Petersburger Polytechnischen Instituts. 1904–1907 war er zur wissenschaftlichen Arbeit in Deutschland abgeordnet. Bekannt wurde Rotinjan durch seine Untersuchungen der Viskosität von flüssigem Schwefel, die Wilhelm Ostwald als Grundlage seiner Viskositätstheorie dienten.
1918 nach der Oktoberrevolution wurde Rotinjan Dozent für Anorganische Chemie an der gerade gegründeten Universität Tiflis. 1923 folgte er einem Ruf an die 1921 eröffnete Universität Jerewan, die ihn 1925 zum Professor ernannte. 1930 wechselte er zum Jerewaner Polytechnischen Institut. 1935 wurde er Mitglied des Präsidiums der armenischen Abteilung der Akademie der Wissenschaften der UdSSR (AN-SSSR).
1938 wurde Rotinjan vom NKWD wegen Beteiligung an der konterrevolutionären Organisation der Armenischen Revolutionären Föderation verhaftet. Sein engster Freund L. A. Orbeli beantragte auf Bitte  von Rotinjans Tochter Lusik die Rehabilitation Rotinjans. 1946 wurde Rotinjan freigelassen.
1946 wurde Rotinjan Professor für Anorganische Chemie am Landwirtschaftsinstitut in Kirowabad, der späteren aserbaidschanischen Universität für Agrarwissenschaften. 1948 wechselte er an das Tschuwaschische Landwirtschaftsinstitut in Tscheboksary.
1953 kehrte Rotinjan nach Armenien an das Jerewaner Polytechnische Institut zurück. 1955 wurde er auf Vorschlag des Instituts für Allgemeine und Anorganische Chemie der AN-SSSR ohne Vorlage einer Dissertation zum Doktor der Chemischen Wissenschaften promoviert. 1957–1960 arbeitete er in der Forschungseinrichtung des Volkskommissariats für Armenien.
Rotinjan schuf zusammen mit F. E. Dreyer ein erstes Lehrbuch für ein Praktikum in Physikalischer Chemie in Russland. Zu seinen Schülern gehörte N. S. Jenikolopow. Im Hinblick auf die Gesteine in Armenien untersuchte Rotinjan mit seinen Mitarbeitern das Schmelzen und Kristallisieren von Gesteinen. Mit seinen Arbeiten trug er zum Aufbau und Wachstum der Kupfer- und Zementindustrie in Armenien bei.
Rotinjans Sohn Alexander Leonowitsch wurde Elektrochemiker.

## Ehrungen
- Verdienter Wissenschaftler und Techniker der Armenischen Sozialistischen Sowjetrepublik